# Полски клен
Вижте пояснителната страница за други значения на Клен.
Полският клен (Acer campestre), или само клен, е вид дърво от семейство Сапиндови (Sapindaceae). 

## Описание
Достига на височина 15 – 25 m и дебелина на стъблото 1 m. Короната е почти кълбовидна. Кората е сиво-кафява, надлъжно мрежовидно напукана. Младите клонки са с ясно видими лещанки, по-старите са покрити с коркови ребра. Листата са с 5 целокрайни затъпени дяла. Цъфти април – май след разлистване; цветовете са жълто-зелени, с по пет чашеслистчета и пет венчелистчета, събрани в чадърести съцветия. Плодовете са двойни крилатки с крилца, под 180° ъгъл; семената са плоски.

## Разпространение
Разпространен е в по-голямата част от Европа, Причерноморието и Кавказ на изток до Иран. В България е установен в цялата страна до 1600 м н.в. Отглежда се и като декоративно дърво. Смята се, че от един декар може да се получи до 100 kg пчелен мед. 

## Галерия
- Кора
- Лист
- Цветове
- Плодове – крилатки